# Mayo Barka
Mayo Barka est un village du Cameroun situé dans le département de la Bénoué et la région du Nord. Il fait partie de la commune de Bibémi. Mayo-Barka est aussi le nom d’un cours d’eau, affluent du Mayo Kebi qui se jette dans le fleuve Bénoué.

## Population
Selon le Plan Communal de Développement de Bibémi daté de Mai 2014, la localité comptait 224 habitants. Le nombre d’habitants était de 693 d’après le recensement de 2005.